# René Pinchart
Pour les articles homonymes, voir Pinchart.
René Pinchart est un gymnaste et maître d'armes belge né le 24 juin 1891 à Maldegem et mort le 2 novembre 1970 à Middletown (États-Unis).

## Biographie
René Pinchart sert quatre ans et demi dans l'Armée belge durant la Première Guerre mondiale.
Il fait partie de l'équipe de Belgique qui remporte la médaille de bronze en système suédois par équipes aux Jeux olympiques d'été de 1920 se tenant à Anvers.
Il devient grâce à son entraînement militaire maître d'armes à Bruxelles. Il part aux États-Unis en 1927, où il entraîne le club d'escrime de New York jusqu'en 1955 ainsi que l'équipe olympique des États-Unis en 1928, 1932, 1948 et 1952.